# 佩尼亚梅列拉尔塔
佩尼亚梅列拉尔塔，是西班牙阿斯图里亚斯的一个市镇。总面积92平方公里，总人口708人（2001年），人口密度8人/平方公里。